# Miss International 1984
Miss International 1984, ventiquattresima edizione di Miss International, si è tenuta presso Yokohama, in Giappone, il 30 ottobre 1984. La guatemalteca Ilma Urrutia è stata incoronata Miss International 1984.

## Risultati

### Piazzamenti
| Risultato finale        | Concorrente |
| ----------------------- | --- |
| Miss International 1984 | - Guatemala - Ilma Urrutia |
| 2ª classificata         | - Venezuela - Miriam Leyderman |
| 3ª classificata         | - Svezia - Gunilla Maria Kohlström |
| Semifinaliste           | - Brasile - Ana Glitz - Finlandia - Tiina Johanna Kaarina Laine - Germania - Petra Geisler - Giappone - Junko Ueno - India - Nalanda Ravindra Bhandar - Inghilterra - Karen Lesley Moore - Islanda - Goulaug Stella Brynjolfsdottir - Israele - Pazit Cohen - Messico - Adriana Margarita González García - Panama - Vielka Mariana Marciac - Portogallo - Teresa Alendouro Pinto - Spagna - Soledad Marisol Pila Balanza |

### Riconoscimenti speciali
| Riconoscimento        | Concorrente                                   |
| --------------------- | --------------------------------------------- |
| Best National Costume | - Messico - Adriana Margarita González García |
| Miss Friendship       | - Malaysia - Jennifer Foong Sim Yong          |
| Miss Photogenic       | - Portogallo - Teresa Alendouro Pinto         |

## Concorrenti
- Australia - Barbara Francisca Kendell
- Austria - Isabella Haller
- Belgio - An Van Den Broeck
- Bolivia - Maria Cristina Gómez
- Brasile - Anna Glitz
- Canada - Terry Lee Bailey
- Colombia - Silvia Maritza Yunda Charry
- Corea del Sud - Kim Kyoung-ree
- Costa Rica - Mónica Zamora Velasco
- Danimarca - Catharina Clausen
- Filippine - Maria Bella de la Peña Nachor
- Finlandia - Tiina Johanna Kaarina Laine
- Francia - Corinne Terrason
- Galles - Jane Ann Riley
- Germania - Petra Geisler
- Giamaica - Kelly Anne O'Brien
- Giappone - Junko Ueno
- Grecia - Vivian Galanopoulou
- Guam - Eleanor Benavente Umagat
- Guatemala - Ilma Julieta Urrutia Chang
- Honduras - Myrtice Elitha Hyde
- Hong Kong - Debbie Tsui Yuen-Mei
- India - Nalanda Ravindra Bhandari
- Inghilterra - Karen Lesley Moore
- Irlanda - Karen Curran
- Islanda - Gudlaug Stella Brynjolfsdóttir
- Isole Marianne Settentrionali - Mary Celeste Sasakura Mendiola
- Israele - Pazit Cohen
- Italia - Monica Gallo
- Malaysia - Jennifer Foong Sim Yong
- Messico - Adriana Margarita González García
- Norvegia - Monika Lien
- Nuova Zelanda - Trudy Ann West
- Paesi Bassi - Rosalie van Breemen
- Panama - Vielka Mariana Marciac
- Portogallo - Teresa Alendouro Pinto
- Scozia - Siobhan Fowl
- Singapore - Wong Leng
- Spagna - Soledad Marisol Pila Balanza
- Stati Uniti - Sandra Lee Percival
- Svezia - Gunilla Maria Kohlström
- Svizzera - Gabrielle Amrein
- Thailandia - Pranee Meawnuam
- Turchia - Gamze Tuhadaroglu
- Venezuela - Miriam Leiderman Eppel
- Zaire - Ngalula Wa Ntumba Bagisha